# Neoxorides varipes
Neoxorides varipes là một loài tò vò trong họ Ichneumonidae.